# Panamerikanische Spiele 2023/Fechten
Bei den Panamerikanischen Spielen 2023 in der chilenischen Hauptstadt Santiago de Chile fanden vom 30. Oktober bis 4. November 2023 im Fechten insgesamt zwölf Wettbewerbe statt, davon je sechs bei den Männern und bei den Frauen. Austragungsort war das Paralympic Training Center.

## Bilanz

### Medaillenspiegel
| Platz  | Land               | Gold | Silber | Bronze | Gesamt |
| ------ | ------------------ | ---- | ------ | ------ | ------ |
| 1      | Vereinigte Staaten | 8    | 3      | —      | 11     |
| 2      | Kanada             | 2    | 6      | 4      | 12     |
| 3      | Brasilien          | 1    | —      | 4      | 5      |
| 4      | Argentinien        | 1    | —      | 2      | 6      |
| 5      | Venezuela          | —    | 1      | 3      | 4      |
| 6      | Chile              | —    | 1      | 1      | 2      |
| 7      | Peru               | —    | 1      | —      | 1      |
| 8      | Mexiko             | —    | —      | 3      | 3      |
| 9      | Kuba               | —    | —      | 1      | 1      |
| Gesamt | Gesamt             | 12   | 12     | 18     | 42     |

### Medaillengewinner
Männer
| Disziplin          | Gold                                                              | Silber                                                       | Bronze                                                     |
| ------------------ | ----------------------------------------------------------------- | ------------------------------------------------------------ | ---------------------------------------------------------- |
| Degen              | Dylan French                                                      | Pablo Núñez                                                  | Alexandre Camargo Francisco Limardo                        |
| Florett            | Nick Itkin                                                        | Miles Chamley-Watson                                         | Guilherme Toldo Augusto Servello                           |
| Säbel              | Andrew Doddo                                                      | Eliécer Romero                                               | Farès Arfa Shaul Gordon                                    |
| Degen Mannschaft   | Vereinigte StaatenCurtis McDowald Samuel Imrek Samuel Larsen      | KanadaFynn Fafard Dylan French Nicholas Zhang                | ArgentinienJesús Lugones Alessandro Taccani Agustín Gusmán |
| Florett Mannschaft | Vereinigte StaatenGerek Meinhardt Nick Itkin Miles Chamley-Watson | KanadaMaximilien Van Haaster Blake Broszus Patrick Liu       | BrasilienPedro Marostega Guilherme Toldo Henrique Marques  |
| Säbel Mannschaft   | KanadaFrancois Cauchon Shaul Gordon Farès Arfa                    | Vereinigte StaatenJosef Cohen Andrew Doddo Filip Dolegiewicz | VenezuelaAbraham Rodríguez Eliécer Romero José Quintero    |

Frauen
| Disziplin          | Gold                                                                   | Silber                                               | Bronze                                                  |
| ------------------ | ---------------------------------------------------------------------- | ---------------------------------------------------- | ------------------------------------------------------- |
| Degen              | Clara Isabel Di Tella                                                  | María Luisa Doig                                     | Analía Fernández Ruien Xiao                             |
| Florett            | Lee Kiefer                                                             | Eleanor Harvey                                       | Mariana Pistoia Jessica Guo                             |
| Säbel              | Magda Skarbonkiewicz                                                   | Maia Chamberlain                                     | Julieta Toledo Leidis Veranes                           |
| Degen Mannschaft   | BrasilienAmanda Simeão Nathalie Moellhausen Victória Vizeu             | KanadaAlexanne Verret Ruien Xiao Leonora MacKinnon   | VenezuelaEliana Lugo Lizzie Asis María Martínez         |
| Florett Mannschaft | Vereinigte StaatenJacqueline Dubrovich Lee Kiefer Zander Rhodes        | KanadaJessica Guo Sabrina Fang Eleanor Harvey        | MexikoNataly Michel Denisse Hernández Melissa Rebolledo |
| Säbel Mannschaft   | Vereinigte StaatenMaia Chamberlain Magda Skarbonkiewicz Alexis Anglade | KanadaPamela Brind’Amour Marissa Ponich Tamar Gordon | MexikoNatalia Botello Diana González Julieta Toledo     |